# Ulrich Meister (Manager)
Ulrich Meister (* 3. Januar 1960) ist ein deutscher Manager. Er war unter anderem bei der BWI GmbH und zuletzt im IT-Bereich der Deutschen Bank tätig.

## Leben
Meister studierte Mathematik und Volkswirtschaftslehre. Ab 1987 arbeitete er bei der Dresdner Bank AG, ab 1988 bis 1994 bei der BHF-Bank und bis 1997 bei der Landesbank Hessen-Thüringen, zuletzt als Leiter IT-Services und Application Development. Ab 1998 war Meister bei der Deutschen Bank AG, zuletzt als CIO Corporate Center und CIO Retail & Private Banking.
Im Jahr 2005 wechselte Meister zur Telekom. Dort war er unter anderem bei der Telekom-Tochter T-Systems Leiter des Bereichs Systemintegration. In dieser Position begleitete er die Globalisierung des Geschäftsfeldes, die Einführung eines globalen Sourcing Modelles sowie die Einführung von Produkten wie De-Mail. Im Jahr 2011 wurde er Mitglied der Geschäftsleitung. Im Jahre 2013 verließ Meister die Telekom und wurde Chief Executive Officer der Wipro Technologies in Kontinentaleuropa und Afrika, die Dienstleistungen im Bereich IT-Consulting und Systemintegration anbietet. Hier war er verantwortlich für die Strategie der einzelnen Märkte insbesondere in Bezug auf Wachstum und Outsourcing.
Im Mai 2016 wurde Meister vom Bundesministerium der Verteidigung in die Geschäftsführung der BWI Informationstechnik GmbH, des IT-Dienstleisters der Bundeswehr, berufen. Der damit verbundene Wechsel innerhalb der Geschäftsführung wurde in Vorbereitung auf den Übergang der BWI zur Inhouse-Gesellschaft des Bundes zum Ende des Jahres 2016 vorgenommen. Zu seinen ersten Aufgaben zählte die Verschmelzung der BWI Systeme GmbH mit der BWI Informationstechnik GmbH sowie die IT-Konsolidierung des Bundes, bei der die BWI neben ihren Tätigkeitsfeldern für die Bundeswehr erste Leistungen für Bundesressorts übernimmt. Bereits die Berufung Meisters war laut Spiegel 2016 nicht unumstritten.
Am 28. Juni 2018 wurde Meister von seiner Funktion freigestellt. Zuvor war der Aufsichtsrat der BWI GmbH zu dem Entschluss gekommen, dass sich unter anderem „ausgewählte strategische Positionen“ des Eigentümers Bund und des Aufsichtsrates auf der einen sowie die des Geschäftsführers und CEO, Ulrich Meister, auf der anderen Seite auseinanderentwickelt hätten. Hintergrund dieser Einschätzung war die rechtswidrige Direktvergabe zweier Beraterverträge an die Unternehmensberatung McKinsey.
Von September 2019 bis März 2020 war Meister als IT-Leiter des Privatkundengeschäfts der Deutschen Bank tätig.